# En 2000, il conviendra de bien faire l'amour
Pour plus de détails, voir Fiche technique et Distribution.
En 2000, il conviendra de bien faire l'amour (Conviene far bene l'amore) est un film italien réalisé par Pasquale Festa Campanile, sorti en 1975.

## Synopsis
Dans une Italie du futur où il y a une pénurie de pétrole et une crise de l'énergie grave, quelqu'un découvre le moyen de récupérer l'énergie dégagée lors de rapports sexuels en énergie pour la consommation.  On demande donc au Vatican de modifier quelques règles morales pour favoriser  ce nouveau mode énergétique. Les rapports de tendresse sont devenus immoraux et le coït (même avec des étrangers) est la seule chose qui n'est pas mal vue.

## Fiche technique
- Titre original : Conviene far bene l'amore
- Titre français : En 2000, il conviendra de bien faire l'amour
- Réalisation : Pasquale Festa Campanile
- Scénario : Pasquale Festa Campanile
- Photographie : Franco Di Giacomo
- Musique : Fred Bongusto
- Pays d'origine : Italie
- Genre : comédie érotique, science-fiction
- Durée : 104 minutes
- Date de sortie : 1975

## Distribution
- Gigi Proietti : Prof. Enrico Coppola
- Agostina Belli : Francesca De Renzi
- Eleonora Giorgi : Piera
- Christian De Sica : Daniele Vanturoli
- Mario Scaccia : Mons. Alberoni
- Adriana Asti : Irene Nobili
- Franco Agostini : Dr. Spina
- Quinto Parmeggiani : De Renzi
- Gino Pernice : Assistant
- Mario Pisu : Ministre
- Monica Strebel : Angela
- Franco Angrisano : Landlord
- Aldo Reggiani
- Pietro Tordi